# Partito del Progresso e del Socialismo
Il Partito del Progresso e del Socialismo (in francese Parti du Progrès et du Socialisme - PPS; in arabo حزب التقدم والاشتراكية‎?, Hizb at-taqaddum wa-l-ištirākiyya) è un partito politico marocchino di orientamento socialista democratico fondato nel 1974 dal leader comunista Ali Yata, sulle radici del "Partito della Liberazione e del Socialismo", a sua volta nato dal disciolto Partito Comunista Marocchino.

## Risultati
| Elezione          | Voti    | %    | Seggi    |
| ----------------- | ------- | ---- | -------- |
| Parlamentari 1993 | 245 064 | 3,94 | 10 / 333 |
| Parlamentari 1997 | 274 862 | 4,31 | 9 / 325  |
| Parlamentari 2002 | 275 024 | 4,55 | 11 / 325 |
| Parlamentari 2007 | 248 103 | 5,38 | 17 / 325 |
| Parlamentari 2011 | 269 336 | 5,68 | 18 / 395 |
| Parlamentari 2016 | 273 800 | 4,72 | 12 / 395 |